# Раддон-э-Шапандю
Раддо́н-э-Шапандю́ (фр. Raddon-et-Chapendu) — коммуна во Франции, находится в регионе Франш-Конте. Департамент — Верхняя Сона. Входит в состав кантона Фоконье-э-ла-Мер. Округ коммуны — Люр.
Код INSEE коммуны — 70435.

## География
Коммуна расположена приблизительно в 330 км к востоку от Парижа, в 75 км северо-восточнее Безансона, в 34 км к северо-востоку от Везуля.
На юге коммуны протекают реки Брёшен и Раддон (фр. Raddon).

## Население
Население коммуны на 2010 год составляло 930 человек.
| 1962 | 1968 | 1975 | 1982 | 1990 | 1999 | 2010 |
| ---- | ---- | ---- | ---- | ---- | ---- | ---- |
| 827  | 822  | 798  | 779  | 791  | 835  | 930  |

## Администрация
| Период | Период | Фамилия         | Партия                             | Примечания |
| ------ | ------ | --------------- | ---------------------------------- | ---------- |
| 1971   | 1977   | Бернар Трамполь |                                    |            |
| 1977   | 1983   | Монсьёр Лемуан  |                                    |            |
| 1983   | 1998   | Филипп Легра    | Объединение в поддержку республики | врач       |
| 1998   | 2008   | Мишель Лёвре    |                                    |            |
| 2008   | 2014   | Жоэль Брис      |                                    |            |

## Экономика
В 2010 году среди 579 человек трудоспособного возраста (15—64 лет) 427 были экономически активными, 152 — неактивными (показатель активности — 73,7 %, в 1999 году было 72,5 %). Из 427 активных жителей работали 379 человек (198 мужчин и 181 женщина), безработных было 48 (22 мужчины и 26 женщин). Среди 152 неактивных 35 человек были учениками или студентами, 72 — пенсионерами, 45 были неактивными по другим причинам.

## Фотогалерея
- Шапандю
- Церковь Нотр-Дам
- Военный мемориал